# Friedrich Taeger
Friedrich Hermann Taeger (* 3. Oktober 1866 in Leipzig; † 13. April 1939 in Hamburg-Altona) war ein deutscher Theaterschauspieler mit einigen wenigen Ausflügen zum Stummfilm der frühen 1920er Jahre.

Friedrich Taeger

## Leben

### Beim Theater
Taeger erhielt als später Teenager Schauspielunterricht bei Julius Jaffé in Dresden, ehe er im Sommer 1886 seinen Bühneneinstand am fürstlichen Theater in Pyrmont gab. Nach einer kurzen Zeit in Detmold folgte Taeger für eine Spielzeit (1887/88) einer Verpflichtung an das Görlitzer Stadttheater, gefolgt von einer weiteren Spielzeit an das Oldenburger Hoftheater. Von 1890 bis 1891 trat er am Deutschen Theater Berlin auf, nach einem Abstecher nach Zürich kehrte Friedrich Taeger in seine Heimatstadt Leipzig zurück, um dort zehn Jahre lang dem Ensemble des dortigen Stadttheaters anzugehören. Seine längste Verpflichtung führte ihn 1901 nach Altona, damals noch nicht zu Hamburg gehörend, wo er ein Vierteljahrhundert lang am dortigen Stadttheater wirkte. Seine künstlerische Laufbahn beschloss Taeger in den Jahren 1926 bis 1932 am Hamburger Thalia-Theater. Anschließend setzte er sich zur Ruhe.

### Beim Film
Friedrich Taeger hat zu Beginn der 1920er Jahre auch in einigen wenigen Kinofilmen mitgewirkt. 1922 überantwortete Henrik Galeen ihm die Hauptrolle des Schiffseigners Ullrich in dem Schiffsdrama Stadt in Sicht, gleich im Anschluss daran übernahm Taeger die Rolle des Bürgermeisters Overdieck in Gerhard Lamprechts Buddenbrooks-Verfilmung von 1923.

## Filmografie
- 1921: Strandgut der Leidenschaft – Vera-Filmwerke
- 1923: Stadt in Sicht
- 1923: Buddenbrooks